# Trójlojalizm
Trójlojalizm – postawa polityczna wśród części polskich elit politycznych po upadku powstania styczniowego, zakładająca rezygnację z dążeń niepodległościowych i ugodowość wobec zaborców w zamian za ekonomiczne i kulturalne ustępstwa z ich strony.Obok lojalności wobec obcej władzy na terenie danego zaboru, występowała, acz słabiej, postawa lojalistyczna wobec pozostałych zaborców. W Galicji głównymi przedstawicielami trójlojalizmu byli wpływowi wśród klas posiadających Konserwatyści krakowscy, a w zaborze rosyjskim Ugodowcy (ich organ prasowy „Kraj” wychodził w Petersburgu w latach 1882-1909), zgrupowani następnie w Stronnictwie Polityki Realnej. W zaborze pruskim tendencje lojalistyczne były bardzo słabe, ujawniły się tylko za rządów kanclerza Leo von Capriviego (1890-94).